# Albig
Albig là một đô thị thuộc huyện Alzey-Worms, bang Rheinland-Pfalz, nước Đức. Đô thị Albig có diện tích 10,24 km².